# کلمبیا (نیوهمپشایر)
کلمبیا (به انگلیسی: Columbia) یک منطقهٔ مسکونی در ایالات متحده آمریکا است که در شهرستان کوآس، نیوهمپشایر واقع شده‌است.
 کلمبیا ۱۵۷٫۰ کیلومتر مربع مساحت و ۷۵۷ نفر جمعیت دارد و ۳۱۲ متر بالاتر از سطح دریا واقع شده‌است.